# Tyler Hall
Tyler Jordan Hall (Rock Island, 25 marzo 1997) è un cestista statunitense.